# 신해림
신해림(1986년 4월 25일 ~ )은 대한민국의 레이싱 모델이다. 소속팀은 미스디카이다.

## 경력

### 레이싱모델 경력
- 2011년 - 서울모터쇼 닛산 모델
- 2011년 - 구미S모터쇼 모델
- 2011년 - 서울오토살롱 임포트카 모델
- 2011년 - 코리아스피드페스티벌 HK 레이싱모델